# 行徳郵便局
行徳郵便局（ぎょうとくゆうびんきょく）は、千葉県市川市にある郵便局。民営化前の分類では集配普通郵便局であった（現在は集配機能を廃止）。

## 概要
住所：〒272-0141 千葉県市川市香取2-1-16

## 沿革
- 1872年8月4日（明治5年7月1日） - 行徳郵便取扱所として開設[1]。
- 1873年（明治6年） - 行徳郵便役所となる。
- 1875年（明治8年）1月1日 - 行徳郵便局（三等）となる。同年11月12日より為替取扱を開始。
- 1879年（明治12年） - 貯金取扱を開始。
- 1885年（明治18年）12月15日 - 15日限りで為替事務閉鎖、翌16日から市川郵便局に移管[2]。
- 1959年（昭和34年）9月27日 - 電話交換事務を市川電報電話局に移管[3]。
- 1963年（昭和38年）10月11日 - 特定郵便局から普通郵便局に局種別改定。
- 1966年（昭和41年）3月25日 - 和文電報配達業務を行徳電報電話局に移管。
- 1972年（昭和47年）5月29日 - 市川市本行徳から同市南行徳に移転。
- 1988年（昭和63年）10月17日 - 浦安郵便局の開局に伴い、一部集配業務を移管。
- 1997年（平成9年）6月23日 - 外国通貨の両替および旅行小切手の売買に関する業務取扱を開始。
- 2007年（平成19年）10月1日 - 民営化に伴い、併設された郵便事業行徳支店に一部業務を移管。
- 2012年（平成24年）
  - 9月23日 - 郵便事業行徳支店を廃止し、郵便区及び取扱業務を浦安支店に移管。郵便局単独店舗となる。郵便番号が専用番号（〒272-0199）から住所に割り当てられた番号である〒272-0141に変更された。
  - 10月1日 - 日本郵便株式会社発足。
- 2014年（平成26年）郵政博物館資料センターを設置。

## 取扱内容
- 郵便、印紙、ゆうパック、内容証明
- 貯金、為替、振替、振込、国際送金、外貨両替・トラベラーズチェック、国債、投資信託
- 生命保険、バイク自賠責保険、自動車保険、変額年金保険
- ゆうちょ銀行ATM

## 周辺
- 市川市立南行徳小学校
- 市川野鳥の楽園

## アクセス
- 東京メトロ東西線 行徳駅から徒歩約12分
- 東京メトロ東西線　南行徳駅から徒歩15分
- 京成トランジットバス 香取停留所、もしくは源心寺停留所下車
- 首都高湾岸線 千鳥町出入口から北西に約2.5km
- 駐車場あり：5台